# 森特勒爾城 (伊利諾伊州)
森特勒爾城（英語：Central City）是位於美國伊利諾伊州馬里昂縣的一個村落。

## 地理
森特勒爾城的座標為38°32′53″N 89°07′43″W / 38.54806°N 89.12861°W，而該地最高點為海拔高度148米（即486英尺）。

## 人口
根據2010年美國人口普查的數據，森特勒爾城的面積為2.79平方千米，當中陸地面積為2.79平方千米，而水域面積為0.00平方千米。當地共有人口1172人，而人口密度為每平方千米420人。